# Гашпар Орбан
Гашпар Орбан (угор. Orbán Gáspár; нар. 7 лютого 1992, Будапешт, Угорщина) — угорський військовий та релігійний діяч. У минулому — професіональний футболіст.
Гашпар — єдиний син і другий із п'яти дітей прем'єр-міністра Угорщини Віктора Орбана та його дружини Аніко Лєваї.

## Кар'єра футболіста
Вихованець клубу «Відеотон». На професіональному рівні дебютував у складі фарм-клубу «Відеотона» 23 жовтня 2010 року у матчі другої ліги Угорщини проти клубу «Козармішлень», у якому вийшов на заміну на 86-й хвилині. Після двох сезонів у «Відеотоні II», перейшов до іншого клубу другої ліги «Академія Пушкаш», за який у сезоні 2012/13 років зіграв лише один матч, але разом із командою став переможцем зони «Захід» та вийшов до вищої ліги. Першу частину наступного сезону Орбан провів в оренді у «Відеотон II», який на той момент виступав у третій лізі, зіграв 8 матчів. Також виходив за першу команду «Відеотона» наприкінці поєдинку Кубку ліги проти «Дунайвароша». Повернувшись із оренди, він зіграв 2 матчі за «Академію Пушкаша» у вищій лізі. Дебютував 8 березня 2014 року у матчі проти «Гонведа», в якому вийшов на заміну на 75-й хвилині замість Аттіли Полонкаї. Другий матч провів 22 березня проти «Мезйокйовешда», з'явився на заміну на 85-й хвилині. Влітку того ж року ухвалив рішення завершити футбольну кар'єру через повторну травму.

## Релігійна діяльність
У тому ж році Гашпар вирушив до Уганди разом із християнською благодійною організацією, де навчав місцевих дітей футболу. Саме в Уганді, за його словами, став істинно віруючим. Повернувшись до Угорщини, разом із двома університетськими друзями став засновником релігійної громади «Felház».

## Військова кар'єра
Свою військову кар'єру 28-річний Орбан розпочав у 2019 році, закінчив 6-тижневий курс базової підготовки у групі бойових розрахунків 2-ї бригади спеціального призначення Vitéz Bertalan Árpád. У червні того ж року прийняв присягу й став професіональним солдатом. У 2020 році він та ще двоє угорських військовослужбовців вступили до Королівської військової академії у Сандгерсті (Велика Британія), яку закінчив у грудні. Його навчання в академії оплачувалося міністерством оборони Угорщини.